# Calitor Blanc
Die weiße  Rebsorte Calitor Blanc war früher in den südlichen Weinbaugebieten Frankreichs  sowie in Italien verbreitet, ist heute jedoch mit weniger als 3 Hektar Rebfläche im Sortenspiegel der Départements Var, Gard und Hérault vertreten. 
Der Name leitet sich aus dem Provenzalischen col (Bezeichnung für den Traubenstiel) sowie tor (verdreht) ab und beschreibt somit den stark gewinkelten Stiel der Traube. 
Sowohl die weiße Calitor Blanc als auch die Sorte Calitor Gris sind eine Mutation des Calitor.
Siehe die Artikel Weinbau in Frankreich und Weinbau in Italien sowie die Liste von Rebsorten.

## Ampelographische Sortenmerkmale
In der Ampelographie wird der Habitus folgendermaßen beschrieben:
- Die Triebspitze ist stark weißwollig behaart, mit karminrotem Anflug. Die Jungblätter sind leicht behaart und roséfarben.
- Die mittelgroßen Blätter sind fünflappig und tief gebuchtet (siehe auch den Artikel Blattform). Die Stielbucht ist lyren-förmig geschlossen. Das Blatt ist spitz gezähnt. Die Zähne sind im Vergleich der Rebsorten sehr eng gesetzt. Die Blattoberfläche (auch Spreite genannt) ist blasig derb.
- Die konus- bis walzenförmige Traube ist  groß, lang  und lockerbeerig. Die rundlichen Beeren sind mittelgroß bis groß und von weißer Farbe.

Die Rebsorte Calitor Blanc reift ca. 30 Tage nach dem Gutedel und zählt daher zu den spätreifenden Sorten. Sie wird häufig vom Falschen Mehltau und von der Grauschimmelfäule befallen. Gegen den Echten Mehltau ist sie recht resistent. Calitor Blanc ist eine Varietät der Edlen Weinrebe (Vitis vinifera). 

## Synonyme
Die Sorte Calitor Blanc ist auch unter den Namen Coronega, Coroneza, Fouiral, Mouillasse und Qualitor bekannt.